# Vitskøl Kloster
Vitskøl Kloster også tidligere kaldt Bjørnsholm er et tidligere kloster nær Løgstør, der i dag bruges som uddannelsesinstitution af Træningsskolens Arbejdsmarkedsuddannelser (TAMU). Ejendommen er i 2011 blevet sat til salg af ejeren, Københavns Kommune. Man kan se de fredede ruiner efter klosterkirken, der var planlagt større, end den endte med at blive. Navnet Vitskøl stammer fra navnet på landsbyen Withscuele og latiniseredes af munkene til Vitae Scholae = Livets Skole. Klosteret ligger på en vestkyst af Limfjorden med godt udsyn og kan ses langvejs fra, når man er på de kanter. Navnet Vitskøl refererer til et område, som har været i kronens varetægt. Beslægtede stednavne er de to byer Vedskølle på Sjælland og Vittskövle (Widtsköfle) i Skåne.

## Historie
Der var kamp om tronen efter mordet på Knud Lavard i 1131. Først da Valdemar den Store vandt over Svend på Grathe Hede i 1157, faldt der ro over riget. Valdemar ønskede derefter at takke gud ved at skænke et kloster.

Klostret blev grundlagt i 1158, og det var oprindelig tanken at bygge Nordens dengang største kirke – det lykkedes ikke, men klostret blev vellykket, og Vitskøl Kloster er fortsat et af Europas ældste, bevarede klosteranlæg.

## Kirken blev mindre end planlagt
Da Cistenciensermunkene i 1100-tallet gik i gang med at opføre Vitskøl Kloster, skulle det have været Nordens største kirkebyggeri og et af de største i datidens Nordeuropa. Byggeriet startede i år 1158, da Kong Valdemar den Store skænkede området og godset til munkene for at takke Gud for sejren over Kong Svend på Grathe Hede. Cistercienserordenen var kendt for at bosætte sig øde steder, hvor de med stor dygtighed drev landbrug, fiskeri, mølledrift m.v. Efter ordenens forskrifter anlagde man først det firefløjede bygningsanlæg med klosterkirken vendt mod nord. Kirken blev bygget som en treskibet korskirke, der, hvis byggeriet var blevet fuldført, ville have været Nordens største kirke. Hurtigt tilføjedes en imponerende koromgang med en række apsider, hvilket ikke var efter forskrifterne, men mere udtryk for lokal ekstravagance. I 1287 standsede en omfattende brand det store projekt, og man opførte derefter en mindre udgave af kirken.

## Center i området
Al kultur og handel i hele regionen udsprang fra Vitskøl Kloster, der også ejede Livø og drev et omfattende marked på Trend Strand. En kanal forbandt Bjørnsholm Å med Vilsted Sø, og der var en livlig trafik i hele området. Vitskøl Kloster spillede fortsat gennem 1200- og 1300-tallet en stor rolle som stort set eneejer af alle gårde og landbrugsjorde i hele området, og klostret nød udstrakte privilegier og kongelig beskyttelse. Man havde tre møller, der med datidens vendinger blev benævnt Første Mølle, Tvende Mølle og Trende Mølle. Den tredje mølle menes senere at have givet navn til landsbyen Trend, hvor den nuværende mølle dog først er opført i 1777.

## Klosteret bliver til herregården Bjørnsholm
Efter reformationen i 1536 blev Vitskøl Kloster en herregård. De sidste munke fik dog lov til at blive boende indtil 1563. Ti år senere overtog adelsmanden Bjørn Andersen (Bjørn) klosteret, der omdøbtes til Bjørnsholm. Det viste sig umuligt at opretholde den store klosterkirke, og i starten af det 17. århundrede flyttede man alle kirkelige handlinger til selve klostrets vestfløj. I 1668 blev klosterkirken definitivt opgivet. I de følgende årtier forsvandt bygningen, idet egnens beboere i årevis forsynede sig med byggematerialer derfra til deres egne huse og gårde. Hovedbygningen fik sit gamle navn Vitskøl Kloster tilbage i 1942, mens den tilhørende avlsgård stadig bærer navnet Bjørnsholm.
En bygning kaldet Skovhuset er etableret ved Vitskøl med støtte fra Realdania.
Den fungerer som café og butik.

## Lægeurter
Cistercienserordenens munke medbragte mange lægeurter til Vitskøl kloster, hvoraf en del i dag fortsat gror vildt. Andre er samlet i den store krydderurtehave med mere end 100 forskellige lægeurter, der i nyere tid har gjort Vitskøl Kloster landskendt.

## Frimurerlogen
Logebrødre i Den Danske Frimurerorden holder møder i bl.a. Vitskøl Kloster.

## I kulturen
Vitskøl kloster spiller en fremtrædende rolle i den svenske forfatter Jan Guillous trilogi om tempelridderen Arn Magnusson. Det er fra munkene på klosteret, at den unge Arn får sin etiske oplæring, og fra en tidligere tempelridder blandt munkene lærer han sig den krigskunst, der er samtidens nordiske kundskaber overlegen. Dette er blandt grundelementerne i hele trilogiens handling.

## Ejere af Vitskøl Kloster / Bjørnsholm
- (1158-1536) Cistercienserordenen
- (1536-1573) Kronen
- (1573-1583) Bjørn Andersen Bjørn
- (1583-1590) Truid Bjørnsen (søn)
- (1590-ca. 1609) Ermegaard Gyldenstierne (enke)
- (1609-1622) Sophie og Niels Gyldenstierne (søskende)
- (1622-1637) Holger Bille og Jesper Friis (nevøer)
- (1637-1664) Axel Nielsen Juul (parthaver, købte Holger Billes part)
- (1643- ca. 1664) Elsebeth Ulfeldt (parthaver, enke efter Jesper Friis)
- (ca. 1665-ca. 1668) Niels Juul (eneejer, søn af Niels Juul)
- (ca. 1668-1671) Axel Juul (svigerfader til Niels Juul)
- (1671-1677) Elisabeth Friis (enke)
- (1677-1689) Børnene af Ingeborg Juul (datter) og Tyge Below
- (1689-1728) Anders Mortensen Kjærulf
- (1728-1730) Søren Kjærulf (søn)
- (1730-1732) Enken (?)
- (1732-1737) Peder Thøgersen Lasson
- (1737-1756) Mathias Lasson (søn)
- (1756-1808) Peder Lasson (søn)
- (1809-1828) Johan Caspar de Mylius
- (1828-1868) Kronen (fra 1849 Staten)
- (1868-1873) Allan Dahl
- (1873-1887) H.L. Thalbitzer
- (1887-1908) Ida Marie Thalbitzer, f. Hansen (enke)
- (1908-ca. 1918) A.T. Loehr
- (ca. 1918-?) Steen Giebelhausen
- (?-?) C.M. Pay
- (?-?) A. Hansen
- (?-1920) Konsortium
- (1920-1930) J. Eriksen
- (1930-1934) Robert Eriksen (søn)
- (1934-1976) Staten (hovedbygningen)
- (1934-1942) Robert Eriksen (avlsgården)
- (1942-1976) Staten (avlsgården)
- (1976-2012) Københavns Kommune
- (2012-) Stiftelsen Vitskøl Kloster

## Eksterne kilder
- Vitskøl Kloster Arkiveret 8. maj 2010 hos  Wayback Machine – Kulturarvsstyrelsen om Vitskøl Kloster
- Artikel og flere billeder på PDFnet – ingen copyright Arkiveret 24. december 2007 hos  Wayback Machine

56°52′7.3″N 9°12′47.3″Ø / 56.868694°N 9.213139°Ø